# Museum Rupertiwinkel

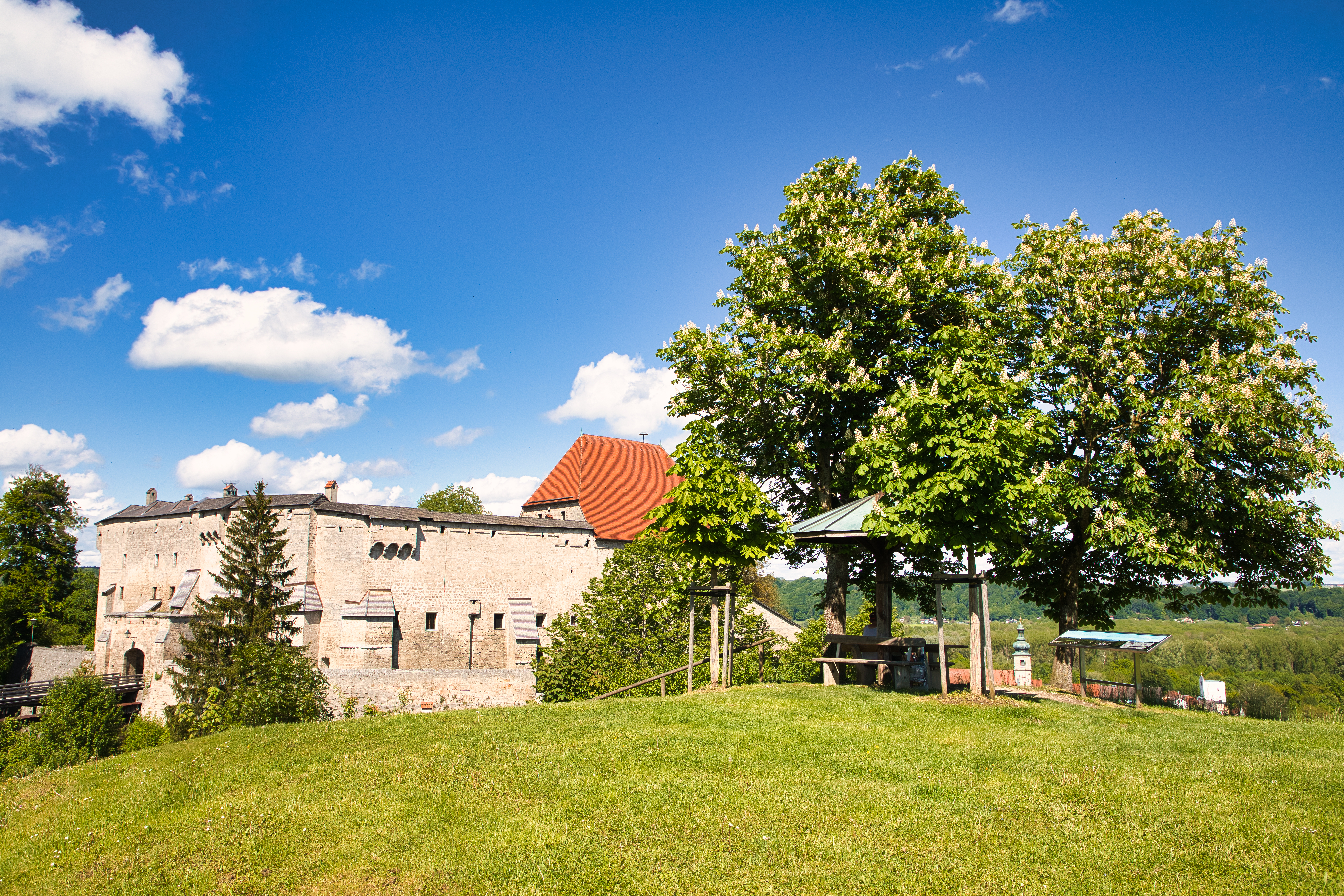
Burg Tittmoning

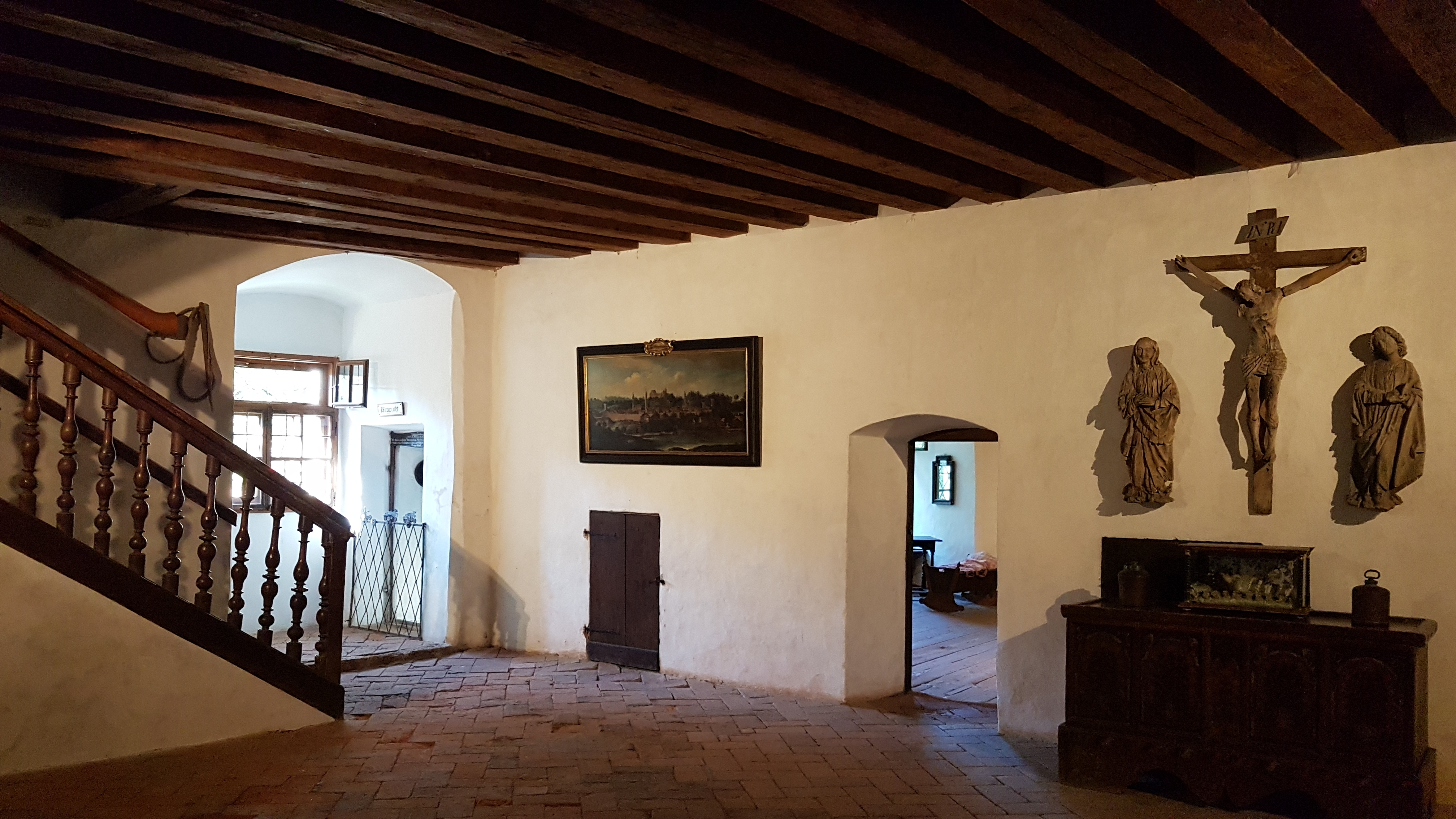
Eingangshalle (Kavalierstiege)

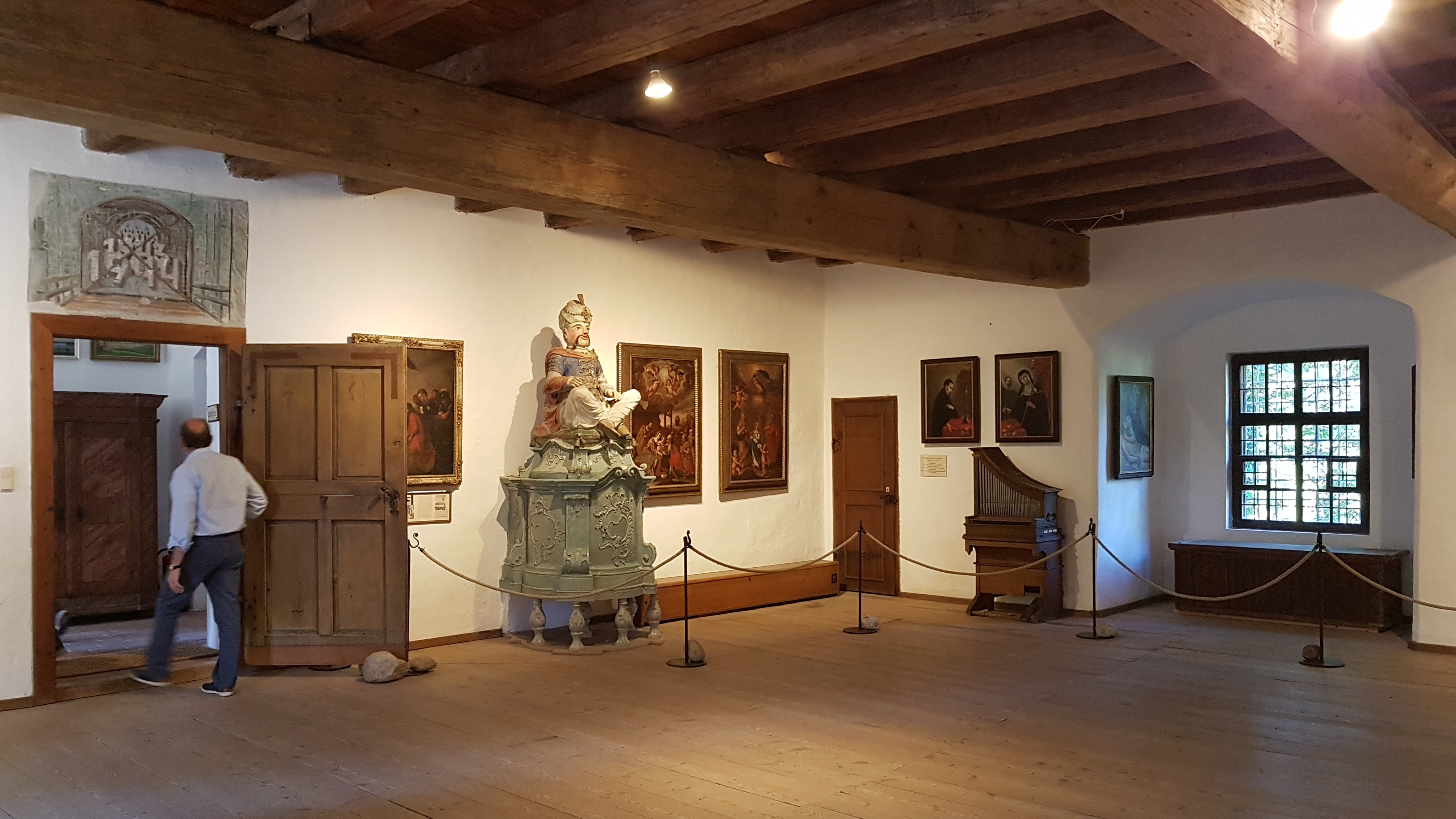
Salzburger Saal

Das Museum Rupertiwinkel, auch als Heimathaus Rupertiwinkel bezeichnet, auf der Burg Tittmoning in Tittmoning in Oberbayern stellt die Geschichte des Rupertiwinkels dar.

## Ausstellungen
Das Museum ist aus den Schauräumen des Heimathauses des Rupertiwinkels entstanden, die sich seit 1911 auf der Burg befanden. Auf der einst salzburgisch-fürsterzbischöflichen Burg Tittmoning aus dem 13. Jahrhundert zeigt das Museum seine Sammlungen in 23 historischen Schauräumen, die noch die originalen Böden und Decken aus dem 17. Jahrhundert aufweisen. 
Die Sammlungen umfassen vor- und frühgeschichtliche Funde (darunter einen römischen Mosaikboden), Volkskunst, Handwerks- und Landwirtschaftsgeräte, Öfen, Schützenscheiben aus der Zeit von 1600 bis 1930 sowie die Heimatstube der Sudetendeutschen Landsmannschaft. 
Das Museum besitzt zudem einige Arbeiten des Tittmoninger Künstlers Johann Baptist Cetto (1671–1738). Das Uhrwerk der Schlosskapelle Tittmoning des Salzburger Meisters Jeremias Sauter von 1693 steht seit 2020 funktionsfähig im Museum.